# マーク・ハスキンス
マーク・ハスキンス（Mark Haskins、1988年6月25日 - ）は、イングランド・オックスフォードシャー州ファリンドン出身のプロレスラー。

## 来歴

### キャリア初期（2006 - 2011）
ハスキンスは2006年7月にFWAアカデミーでトミー・ラングフォードとタッグを組みデビュー。9月にはプレミアム・プロモーションに参戦し、多くの試合を経験。その後、FWAアカデミー王座への挑戦を賭けたトーナメントに出場し、準決勝まで進むが、マックス・ボルテージに負けてしまう。07年初頭にFWAアカデミーのラストマッチとしてトミー・ラングフォードと組み、ダグラス・ウィリアムズとジャック・マクラスキーを破った。
4月にインターナショナル・プロレスリング・ユナイテッド・キングダム（International Pro Wrestling: United Kingdom）に登場、ダン・ジェームズ、ハーリー・ミルズ、トミー・ラングフォードと組み、イアン・ローガン、ジャック・マクラスキー、ジェイミー・ブラム、ウェイド・フィッツジェラルドの8人タッグに出場し勝利している。その数日後にダン・ジェームズとハーリー・ミルズのタッグであるチャブズ（The Chavs）に合流。
ミルズとワン・プロレスリング（One Pro Wrestling）のタッグチーム王座である1PWタッグチーム王座を獲得できる6チーム・ガントレット・マッチに出場するも獲得ならず。また、4FWタッグチーム王座を持つブリットレイズに挑戦しているが負けている。8月にはリアル・クオリティ・レスリング（Real Quality Wrestling）に参戦している。ブリティッシュ・ナショナル王座が獲得できるトーナメントに出場するが準々決勝でテリー・フレイザーに負けている。
2008年2月にセイントと組み、ブリットレイズが持つ4FWタッグチーム王座に挑戦するが負けている。12月にアイリッシュ・ホイップ・レスリング（Irish Whip Wrestling）に参戦し、レッド・ヴィニー、バリームン・ブレイザー、ビック・バイパーとの4wayマッチに勝利し、RQWクルーザー級王座を獲得している。
2009年のはじめに4FWヘビー級王座に挑戦できる5ウェイ・ラダー・マッチに参加するも負けている。4月にマーク・スローンとのタッグで、空位になっているPWFタッグチーム王座を賭けたトーナメントに出場、ロイ・ナイトとザック・ゾディアックのタッグと争い、勝利してPWFタッグチーム王座を獲得しているが、その数日前にRQWクルーザー級王座を失っている。7月にwXw世界ライト級王座を賭けた3wayマッチに出場するも負けている。
10月にドラゴンゲートとwXwのイベントに出場、ヤング・バックスと対戦し、ドラゴンゲートでデビューする。2010年2月に日本のドラゲーのリングに登場、ドン・フジイと対戦し、負けている。その後WORLD-1に加入はしないが共闘体制をとる。3月のCOMPILATION GATEでPPVデビュー。PPV後しばらくはヨーロッパの団体に復帰していたが、5月に再び登場。大阪プロレスとドラゴンゲートの全面対決に参加。その後PACとタッグを組んでSummer Adventure Tag League IVのAブロックに出場。サイバー・コングとKAGETORAに勝利するも残りの試合をすべて落とし、準決勝には出場できなかった。 wXwとドラゴンゲートの合同イベントでCIMAとのラストマッチを行った。
2011年にドラゴンゲートからヨーロッパの団体であるブリティッシュ・オールスター・レスリング・アライアンス（British Allstar Wrestling Alliance）に復帰、ギデオンとジャッカルのチーム・H8と対戦し負けている。その後、16カラット・ゴールド・トーナメントに出場しているが準々決勝で敗退している。

### TNA（2011 - 2012）
ハスキンスは2011年の1月に行われたTNAのヨーロッパツアーに参加。7月のDestination Xにも登場、ダグラス・ウィリアムズと対戦し、負けている。8月にバックステージに登場し、18日にTNAと契約している。Xディヴィジョンのランキングを決めるガントレット・マッチに出場している。以降はしばらく姿を見せていなかったが、2012年2月に復帰し、Xディヴィジョン王座保持者であるオースチン・エイリースと対戦するが負けている。試合中に脳震盪と同時に首を痛めてしまい数ヶ月欠場している。9月にハスキンスはTNAと契約更新せず、TNAから離脱している。

### 再びインディー団体へ（2012 - ）
TNA離脱後はイギリスのインディー団体で活動を続けていた。2月にはオールスター・レスリング（All star Wrestling）に復帰してディーン・オールマークと対戦するが負けている。翌日にはワンナイト・トーナメントに出場し、準決勝まで残っている。インターナショナル・プロレスリング・ユナイテッド・キングダム、ニュー・ジェネレーション・レスリング（New Generation Wrestling ）、サウスサイド・レスリング・エンターテイメント（Southside Wrestling Entertainment）にも頻繁に参戦するようになった。インターナショナル・プロレスリング・ユナイテッド・キングダム、ニュー・ジェネレーション・レスリング、サウスサイド・レスリング・エンターテイメントのタイトルに挑戦できるトーナメントに出場するも、どれも獲得には至らなかった。

### ROH（2018 - ）
2018年12月20日、ROHと契約。

## 得意技

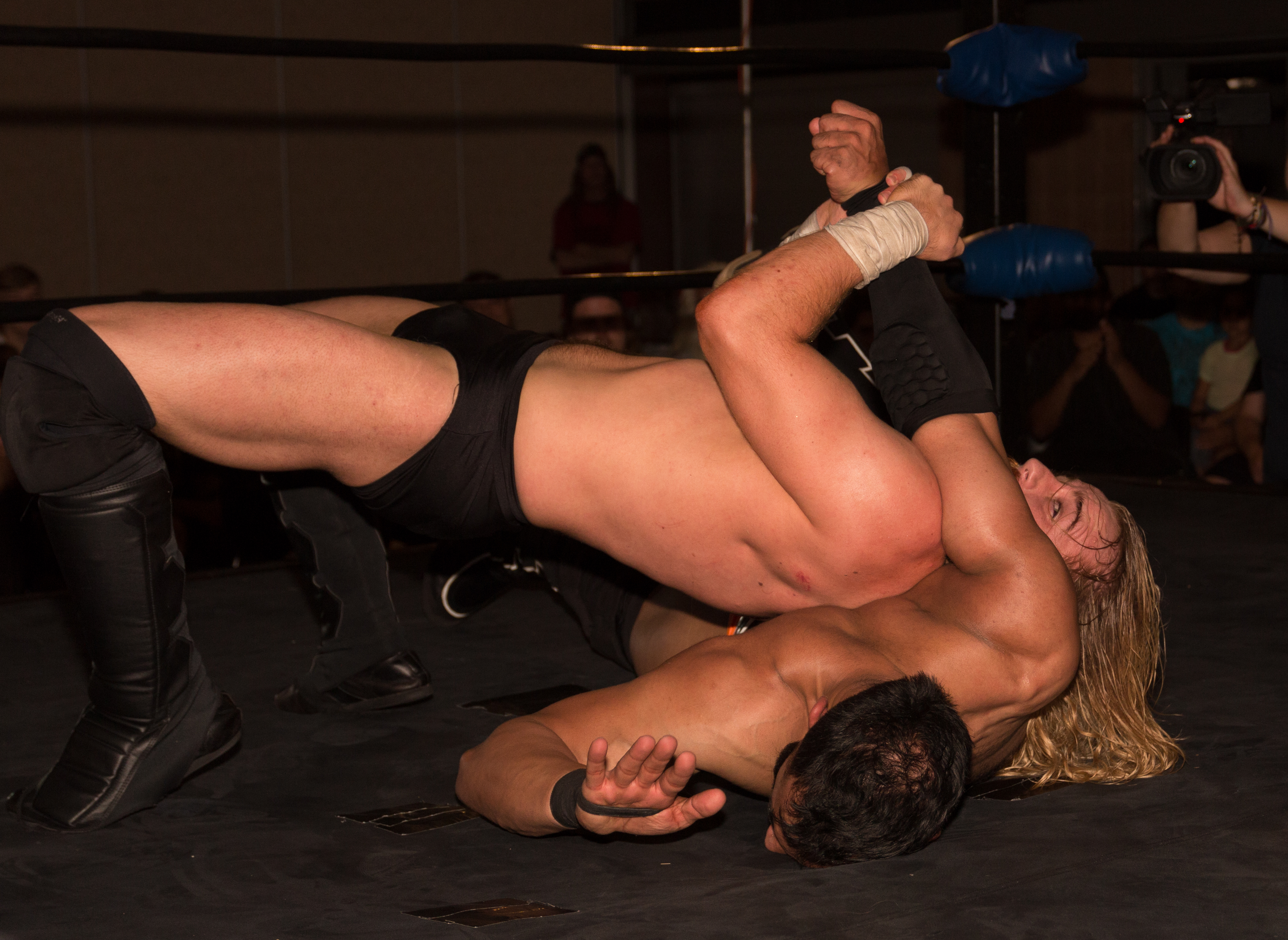
タリックにブリッジング・フジワラ・アームバーをかけるマーク・ハスキンス（上）

クレイブル・トゥ・ザ・グレイブ
パンプハンドル式パイルドライバー
ペインキラー
背後からハーフネルソンで持ち上げ、落下してきた相手の顔や顎にgo 2 sleepのように膝蹴りをする。
ジャンピング・カッター
シューティング・スター・プレス
スプリングボード式クロス・ボディ
レッグ・ラリアット
スター・キック
ドロップキック

## 獲得タイトル
RQW（Real Quality Wrestling）
- RQWタッグ王座：1回 （w / ジョエル・レッドマン）
- RQWクルーザー級王座：2回

IPWUK（International Pro WrestlingUnited Kingdom）
- IPW:UKブリティッシュ・タッグ王座 ：1回 （w / ジョエル・レッドマン）

その他
- PWFタッグ王座：1回（w / マーク・スローン）